# Tykbladet ærenpris
Tykbladet Ærenpris (Veronica beccabunga) er en vildstaude med en krybende eller opstigende vækst, tykke blade og blå blomster. Den er knyttet til vedvarende, fugtige områder som moser, våde enge og bredder langs vandløb.

## Kendetegn
Tykbladet Ærenpris er en flerårig, urteagtig plante med en krybende eller opstigende vækst. Stænglerne er hårløse og cirkelrunde eller svagt firkantede i tværsnit. Bladene er tykke (næsten sukkulente), modsat stillede, ovale med hel eller svagt takket rand. Begge bladsider er hårløse og lysegrønne. Blomstringen foregår i juli-august, hvor man finder blomsterne samlet i endestillede, oprette aks. De enkelte blomster er 4-tallige og næsten regelmæssige med et let forstørret, øverste kronblad. Kronen er ensianblå. Frugterne er kapsler med nogle få frø i hver.
Rodsystemet består af en krybende jordstængel, der bærer de overjordiske stængler og grove, trævlede rødder. Stængler, der er i jordkontakt eller under vand, udvikler rødder fra bladfæsterne.
Planten når en højde på ca. 50 cm, mens bredden kan blive betydeligt større, ofte over en meter eller mere.

## Hjemsted
Tykbladet Ærenpris har sin naturlige udbredelse i Makaronesien, Nordafrika, Mellemøsten, Kaukasus, Centralasien, Sibirien, Kina, det Indiske subkontinent og det meste af Europa. I Danmark er den almindelig i hele landet. Arten er knyttet til lavvandede områder med fuld sol eller svag skygge og med et ret højt næringsindhold i jorden, f.eks. langs vandløb, i fugtige enge og i moser. Freeman's Marsh er et område med udyrkede enge, moser og rørsumpe. Det ligger langs floden Duns løb lidt vest for byen Hungerford, Berkshire, England. Det har været brugt som græsningsområde i mange år. Her vokser arten langs de små bække sammen med bl.a. Almindelig Mjødurt, Almindelig Sværtevæld, Dynd-Tæppegræs, Fliget Brøndsel, Flod-Vandranunkel, Lancetbladet Ranunkel, Lodden Dueurt, Pensel-Vandranunkel og Sideskærm

## Galleri
|  |  |  |  |

## Note
1. ↑  Newbury District Council: Freeeman's Marsh Arkiveret 13. december 2013 hos  Wayback Machine – en kort gennemgang af vegetationstyperne i området på (engelsk)